# Де Лобье, Патрик
Па́трик де Лобье́ (фр. Patrick De Laubier; 13 января 1935 — 28 февраля 2016, Женева, Швейцария) — швейцарский католический теолог, глава международного Общества В. С. Соловьёва, автор трудов по социальному учению Римско-католической церкви.

## Биография
Родился 13 января 1935 года.
В 1958—1961 годах проходил военную службу в Алжире.
Учился в Лицее святого Людовика, в Лицее Людовика Великого, а также в Университете Пантеон-Ассас.
Лиценциат права, имеет диплом о специальном высшем образовании по политологии.
В 1964 году получил учёную степень доктора политических наук (фр. Doctorat de science politique) за диссертацию «Всеобщая забастовка в 1905 году, французский миф и русская действительность» (фр. La grève générale en 1905, le mythe français et la réalité russe), защитив её перед Жан-Жаком Шевалье, Жоржем Бурдье и Жоржем Лаво (фр. Georges Lavaud).
В 1965—1966 годах занимался экономическими исследованиями в Гарвардском университете.
В 1966—1967 годах — сотрудник Международного бюро труда.
В 1968—1971 года — научный сотрудник Международного института социально-трудовых исследований.
В 1971—1974 годах — научный сотрудник кафедры социологии Женевского университета.
В 1974—1979 годах — доцент кафедры социологии Женевского университета.
В 1979—1981 годах — экстраординарный профессор кафедры социологии Женевского университета.
В 1981—2000 годах — ординарный профессор и заведующий кафедрой социологии Женевского университета.
В 1990-2000 годах — светский член Папского совета справедливости и мира.
С 2000 года — заслуженный профессор Женевского университета.
В 2001 году получил лиценциат по теологии в Фрибургском университете.
13 мая 2001 года рукоположен в священники папой Иоанном Павлом II.
С 2005 года — заслуженный профессор Московского городского педагогического университета.
Приглашённый профессор Папского Латеранского университета и Фрибургского университета.
В 2006 году своим докладом открыл в МГУ имени М. В. Ломоносова Международную научную конференцию «Владимир Соловьёв и Жак Маритен».
Скончался 28 февраля 2016 года. 2 марта в женевском соборе Нотр–Дам состоялось его отпевание.

## Награды
- Почётный профессор РГГУ (1998)

## Научные труды

### Монографии
на французском языке
- Patrick de Laubier La Grève générale en 1905, le mythe français et la réalité russe, Paris, Éditions universitaires, 1978 (2e éd. 1989).
- Patrick de Laubier Une alternative sociologique, Aristote-Marx, Fribourg, Edition universitaire de Fribourg, 1978.
- Patrick de Laubier La pensée sociale de l’Église catholique de Léon XIII à nos jours, Fribourg, Éditions universitaires Fribourg, 1980 (3e éd. augmentée 2011).
- Patrick de Laubier Idée sociales, Fribourg, Editions universitaires de Fribourg, 1982.
- Patrick de Laubier Introduction à la sociologie politique, Paris, Masson, 1983.
- Patrick de Laubier La politique sociale dans les société industrielles 1800 à nos jours, Paris, Economica, 1984.
- Patrick de Laubier Histoire et sociologie du syndicalisme, XIXe-XXe s., Paris, Masson, 1985.
- Patrick de Laubier Sociologie de l’Église catholique, Fribourg, Éditions universitaires Fribourg, 1993.
- Patrick de Laubier L' eschatologie, Paris, PUF[англ.], coll. Que sais-je ?, 1998.

на русском языке
- Лобье, П. де. Во имя Цивилизации Любви / Пер. с фр. А. Г. Крысова; С предисл. кардинала Р. Эчегарая и А.Г. Крысова. — М., Изд-во Stella Aeterna Православ.-катол. просвет. о-ва, 1997. — 702 с. ISBN 5-900076-01-6
- Лобье, П. де. К цивилизации любви / Пер. с фр. А. Г. Крысова; С предисл. кардинала Р. Эчегарая и А. Г. Крысова. — М. : Изд-во Stella Aeterna Православ.-катол. просвет. о-ва, 1998. — 128 с. — (Серия "Христианская мысль"). ISBN 5-900076-03-2
- Лобье, П. де. Социологическая альтернатива: Аристотель—Маркс. — М.: РГГУ, 2000. — 153 с.
- Лобье, П. де. Социология религиозного феномена. Э. Дюркгейм, М. Вебер, В. Шмидт. — М.: РГГУ, 2000. — 47 с. (копия)
- Лобье, П. де. Три града. Социальное учение христианства / Пер. с фр. Л. А. Торчинского; Предисл. С. С. Аверинцева. — СПб.: Алетейя, Ступени, 2001. — 412 с. ISBN 5-89329-341-X
- Лобье, П. де. Эсхатология = L' eschatologie / Пер. с фр. Н. Зубкова. — М.: ООО «Издательство Астрель» : ООО «Издательство АСТ», 2004. — 160 с. — (Cogito, ergo sum : «Университетская библиотека»). — 5000 экз. — ISBN 5-17-026785-1.

### Статьи
на французском языке
- Patrick de Laubier « Sociologie de la religion : E. Durkheim, M. Weber, W. Schmidt » // Revue thomiste[англ.], 1993, vol. 93, n° 1, p. 66-85

на русском языке
- Лобье, П. де Эсхатологическое измерение социального учения церкви
- Лобье, П. де В. С. Соловьёв, свяитой Фома и теория познания // VI Международные Кирилло-Мефодиевские чтения. 2000 г.

## Духовные труды
- Patrick de Laubier Pour une civilisation de l'amour, message chrétien, Paris, Fayard, 1990.
- Patrick de Laubier Le Temps de la fin des temps, Paris, F-X de Guibert, 1994.
- Patrick de Laubier Prophétie et jubilé. Un défi pour aujourd'hui, Paris, Téqui, 1998.
- Patrick de Laubier Jésus mon frère : essai sur les entretiens spirituels de Gabrielle Bossis, Paris, Beauchesne, 1999.
- Patrick de Laubier L’avenir d’un passé, Rome, saint-Pétersbourg, Moscou, Paris, Téqui, 2001.
- Patrick de Laubier Loi naturelle, le politique et la religion, Paris, Parole et Silence, 2004.
- Patrick de Laubier L'Eglise, Corps du Christ dans l'Histoire, Paris, F-X de Guibert, 2005.
- Patrick de Laubier Phénoménologie de la religion, Paris, Parole et Silence /DDB, 2007.
- Patrick de Laubier Phénoménologie de la religion, Paris, DDB, 2007.
- Patrick de Laubier Quand l'Histoire a un sens. A la lumière de l'Apocalypse, Paris, Salvator, 2009.
- Patrick de Laubier L’Église à l’heure de Caritas in veritate, avec J-P. Audoyer, Paris, Salvator, 2009.
- Patrick de Laubier Les Russes et Rome, Paris, F-X de Guibert, 2010.
- Patrick de Laubier L‘anthropologie chrétienne, Paris, Harmattan, 2012.
- Patrick de Laubier Mendiants de Dieu, Paris, Parole et Silence, 2013.
- Patrick de Laubier La Civilisation de l'Amour selon Paul VI, Paris, France catholique - Salvator, 2014.

## Интервью
- La contemplation, finalité de la beauté. Un entretien avec Olga Sedakova // L’Homme nouveau 18 juillet 1999. P. 10–11. (Вещество человечности. Беседа с Патриком де Лобье о «Послании людям искусства» Папы Иоанна Павла II)